# Ленинградское писательское дело
«Ленинградское писательское дело» (также «дело ленинградских писателей») — уголовное дело, сфабрикованное работниками НКВД СССР против ленинградских писателей и поэтов по обвинению в участии в «антисоветской право-троцкистской террористической и диверсионно-вредительской организации». В 1937—1938 гг. по этому делу были арестованы писатели Бенедикт Лившиц, Валентин Стенич, Вильгельм Зоргенфрей, Сергей Дагаев, Юрий Юркун, Георгий Куклин, Юлий Берзин, Давид Выгодский, Елена Тагер, Николай Заболоцкий, Павел Калитин. 20 сентября 1938 года Военная коллегия Верховного суда СССР приговорила Лившица, Стенича, Зоргенфрея, Калитина, Дагаева и Юркуна к расстрелу по ст. 58-8-11 УК РСФСР. Расстрел был приведён в исполнение на следующий день в здании тюрьмы на Нижегородской улице, 39 в Ленинграде. Семьям расстрелянных не сообщили о казни и держали их в неведении, сказав, что арестованные получили 10 лет заключения без права переписки. Другие арестованные были отправлены в лагеря ГУЛАГа, Берзина и Куклина приговорили к 8 годам лагерей, Берзин затем был расстрелян, а Куклин умер в тюремной больнице, Выгодского приговорили к 5 годам лагерей (Карлаг), где он тоже умер, Заболоцкий получил 5 лет лагерей (Востоклаг, Алтайлаг), Елена Тагер — 10 лет лагерей.
В основу приговоров были положены самооговоры осужденных и ложные показания на других, местами выбитые, местами сфабрикованные следователями. В 1957 году следователи Военной прокуратуры провели дополнительное расследование дела и пришли к выводу, что протоколы допросов обвиняемых сфальсифицированы.
Все обвиняемые были реабилитированы после смерти Сталина. В 1957 году Военная коллегия Верховного суда СССР отменила приговор Лившицу, при этом сфальсифицировала историю его смерти, было выдано ложное свидетельство о смерти поэта, датой смерти называлась 15 мая 1939 года, а причиной смерти указывался сердечный приступ.

## История

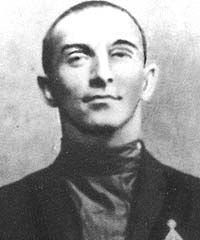
Бенедикт Лившиц

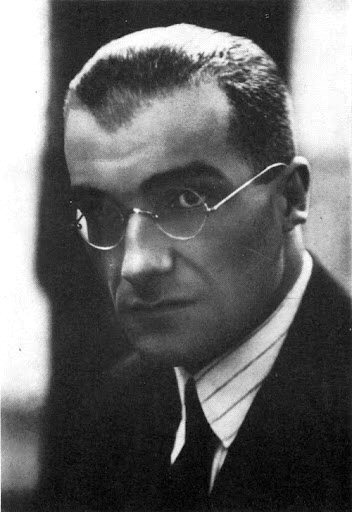
Валентин Стенич

5 февраля 1937 года арестован Георгий Куклин, бывший участник литературной группы «Перевал».
28 апреля 1937 года арестован Павел Калитин. В 1930-х годах из родного Киева он переехал в Ленинград, где с успехом публиковал свои стихи и рассказы в журналах «Юный пролетарий», «Литературный современник» и других. На его творчество некоторые литераторы отвечали негативными рецензиями, например, «Литературная газета» назвала его «морально разложившимся человеком», который читает антисоветские стихи. На допросе он «признался», что является автором «контрреволюционного» стихотворения «Пуля».
26 октября 1937 года в Ленинграде в квартире поэта и исследователя футуризма Бенедикта Лившица был проведён обыск, после чего его доставили в тюрьму на Шпалерной улице, 25. С поэтом провели первый допрос и затем обвинили в том, что он является «участником контрреволюционной организации литераторов, проводящей подрывную работу против Советской власти». Лившиц заявил, что это неправда. После этого всё последующее время Лившиц провёл в здании ОГПУ-НКВД, известное как Большой дом.

14 ноября 1937 года арестован Валентин Стенич. Допрос с ним прошёл 25 ноября того же года, на котором он заявил:
Лично я при встречах с Н. Чуковским и Б. Лившицем в 1935—1936 годах рассказывал им о намерении Олеши убить Сталина, одновременно указывая, что только насильственное устранение Сталина от руководства страной изменит создавшуюся политическую обстановку.
4 января 1938 года арестован Вильгельм Зоргенфрей. Зоргенфрея отправляют в Большой дом, где он проводит четыре месяца. 23 мая того же года на своём допросе он говорит следующее:
Лившиц и я высказывали свою солидарность с фашистским режимом. Эта солидарность основывалась на непреклонной борьбе фашизма с коммунизмом. Поэтому мы полностью разделяли политику Гитлера и Муссолини. 
10 января 1938 года арестован Сергей Дагаев.
11 января 1938 года у Лившица случается второй, последний допрос. В ходе данного допроса Лившиц «признается», что он и его группа литераторов «договорились о необходимости проведения контрреволюционной работы среди молодых начинающих писателей». Именно на этом допросе прозвучали фамилии Дагаева, Юркуна, Куклина, Берзина, Выгодского, Тагер, Заболоцкого. По словам историка Эдуарда Шнейдермана, оба протокола допросов Лившица «состряпаны самими следователями».

3 февраля 1938 года арестован Юрий Юркун. Допрос с ним прошёл 9 мая того же года, на котором он заявил:
Лившиц у себя на квартире в присутствии Кузьмина, Константина Вагинова, писателя Баршева, Сергея Спасского и меня говорил, что «у меня сжимаются руки до крови, когда, идя по улицам Ленинграда, я мечтаю о том, как буду вешать большевиков на фонарях».
10 февраля 1938 года арестован Юрий Берзин.
14 февраля 1938 года арестован Давид Выгодский.
16 марта 1938 года арестована Елена Тагер.

19 марта 1938 года арестован Николай Заболоцкий. Позднее он вспоминал как это происходило:
«Отобрали два чемодана рукописей и книг. Я попрощался с семьей. Младшей дочке было в то время 11 месяцев. Когда я целовал ее, она впервые пролепетала: „Папа!“ Мы вышли и прошли коридором к выходу на лестницу. Тут жена с криком ужаса догнала нас. В дверях мы расстались».
По словам Заболоцкого, во время своего допроса ему стало понятно, что НКВД пытается создать дело о «контрреволюционной писательской организации». Главным в организации собирались сделать Н. С. Тихонова, а уже арестованных ленинградских писателей участниками. Заболоцкий никого не оговорил и выдержал все пытки. Сын Заболоцкого — Никита Заболоцкий говорит, что дело против его отца было «связано с разгромом правой бухаринской оппозиции». И что следователи решили имитировать разоблачение троцкистов и бухаринцев среди писателей Ленинграда.
С май по июнь 1938 года между Лившицым, Стеничем, Юркуном и Тагер проходили очные ставки. На них Стенич отрицал показания Лившица, Юркун подтверждал их, а Тагер местами соглашалась, местами нет.

## Суд и наказание
20 сентября 1938 года на суде Лившиц признал себя виновным и просил не лишать его жизни. Военная коллегия Верховного суда СССР под председательством Василия Ульриха приговорила Лившица, Стенича, Зоргенфрея, Калитина, Дагаева и Юркуна к расстрелу по ст. 58-8-11 УК РСФСР к расстрелу. Расстрел был приведён в исполнение на следующий день в здании тюрьмы на Нижегородской улице, 39 в Ленинграде. Семьям расстрелянных не сообщили о казни и держали их в неведении, сказав, что арестованные получили 10 лет заключения без права переписки. Другие арестованные были отправлены в лагеря ГУЛАГа, Берзина и Куклина приговорили к 8 годам лагерей, где они оба умерли, Выгодского приговорили к 5 годам лагерей (Карлаг), где он тоже умер, Заболоцкий — 5 лет лагерей (Востоклаг, Алтайлаг), Елена Тагер — 10 лет лагерей.

## Последствия
В 1944 году Николай Заболоцкий напишет письмо Особому совещанию НКВД СССР со словами, что не винит тех людей, которые его оклеветали, заявив, что «должно быть сама смерть смотрела на них» и «есть предел силы человеческой». Там же он попросит о пересмотре дела, о просьбе снять с него клеймо контрреволюционера и троцкиста, но ему будет отказано.

В 1946 году спустя почти восемь лет после расстрела Юрия Юркуна, его жена Ольга Гильдебрандт-Арбенина, не зная о гибели мужа, так как советские власти скрывали факт расстрела, написала ему письмо, надеясь что он жив:
Юрочка мой, пишу Вам, потому что думаю, что долго не проживу. Я люблю Вас, верила в Вас и ждала Вас — много лет. Теперь силы мои иссякли. Я больше не жду нашей встречи. Больше всего хочу я узнать, что Вы живы — и умереть. Будьте счастливы. Постарайтесь добиться славы. Вспоминайте меня. Не браните. Я сделала все, что могла — мне удалось спасти очень многое из наших писем, рисунков, рукописей — дневник Михаила Алексеевича — его ноты — мои портреты — (Ваши работы) — наши любимые коллекционные «номера».
В 1957 году следователи Военной прокуратуры провели дополнительное расследование дела и пришли к выводу, что протоколы допросов обвиняемых сфальсифицированы.
Все обвиняемые были реабилитированы после смерти Сталина.